# Carmelo Colletti
Carmelo Colletti (Ribera, 10 settembre 1920 – Ribera, 30 luglio 1983) è stato un mafioso italiano, legato a Cosa Nostra.

## Biografia
Rimasto sin da piccolo orfano di padre, quando la madre si risposò, Colletti iniziò l'attività di contadino e poi di meccanico, partecipò alla Seconda guerra mondiale, dopodiché tornò a Ribera, dove aprì un oleificio. Nel 1963 Colletti venne diffidato dalla questura di Agrigento perché sospettato di attività illecite mentre dal 1967 al 1971 venne sottoposto alla sorveglianza speciale ed infine nel 1972 venne schedato come mafioso dagli organi inquirenti.
In questo periodo Colletti si associò ai noti mafiosi e pregiudicati Bernardo Brusca, Nitto Santapaola, Leonardo Greco e Giuseppe Settecasi (all'epoca rappresentante mafioso della provincia di Agrigento), di cui divenne "consigliere" nel 1974. Tuttavia successivamente Colletti si rese responsabile di numerosi omicidi nella provincia di Agrigento per sbarazzarsi dei suoi avversari: in particolare nel 1980 Carmelo Salemi (capo della cosca di Agrigento) venne barbaramente assassinato e il suo cadavere sotterrato con la sua auto nei pressi di Raffadali mentre nel 1981 finirono uccisi i boss Liborio Terrasi (9 febbraio), Giuseppe Settecasi (23 marzo) e Leonardo Caruana (2 settembre); infine nel marzo 1982 Colletti era tra i presenti ad un incontro avvenuto nel villino del mafioso agrigentino Gerlando Messina, a cui parteciparono i rappresentanti di tutte le Famiglie della provincia di Agrigento per nominare il nuovo rappresentante provinciale in seguito all'uccisione di Settecasi, ma la riunione fu scoperta dalla polizia, che fermò tutti i partecipanti, compreso Colletti, che però vennero subito rilasciati perché non avevano prove sufficienti per trattenerli ma continuarono ad essere oggetto di indagine da parte degli inquirenti: infatti nel corso del 1982 la polizia intercettò una telefonata tra Colletti e il boss Leonardo Greco in cui si discuteva di un "ragioniere" che preparava i conti dello stesso Colletti, dandogli appuntamento presso la sua fabbrica di metalli a Bagheria; negli anni successivi il collaboratore di giustizia Angelo Siino dichiarò che il "ragioniere" citato nelle telefonate era il boss Bernardo Provenzano.
Nel periodo successivo Colletti entrò in contrasto con il suo ex associato Calogero Lauria (mafioso di Raffadali), il quale decise di eliminarlo senza avvertire gli altri boss: il 30 luglio 1983 Colletti venne ucciso insieme al nipote Giacomo, in un agguato all'interno della concessionaria FIAT che gestiva a Ribera. Per queste ragioni, nel 1984 Lauria venne barbaramente assassinato con l'esplosivo nelle campagne di Raffadali.